# Rakuwa
Rakuwa – gaun wikas samiti w zachodniej części Nepalu w strefie Lumbini w dystrykcie Nawalparasi. Według nepalskiego spisu powszechnego z 2001 roku liczył on 446 gospodarstw domowych i 2559 mieszkańców (1337 kobiet i 1222 mężczyzn).